# Федеральная избирательная комиссия США
Федера́льная избира́тельная коми́ссия (ФИК) США (англ. Federal Elections Commission) — государственный коллегиальный орган, формируемый в соответствии с избирательным законодательством, организующий проведение выборов в федеральные органы государственной власти, независимый от органов государственной власти в пределах своей компетенции.
Федеральная избирательная комиссия является независимым агентством по регулированию, которая была основана в 1975 году в Конгрессе Соединенных Штатов, чтобы регулировать законодательство финансирования избирательных кампаний в США.

## Описание
Комиссия была создана в предоставлении в 1975 поправки к Закону о Федеральной избирательной кампании. Она описывает свои обязанности «раскрывать финансирования избирательных кампаний информации, для обеспечения соблюдения положений закона такие, как ограничения и запреты на взносы, и контроль за государственное финансирование президентских выборов».

## Цели
Цель комиссии — осуществлять контроль за соблюдением финансовых законов в ходе проведения федеральной избирательной кампании.
Эти законы регулируют положение кандидатов на федеральные посты и деятельность комитетов, поддерживающих их. Кандидатами на федеральные посты являются кандидаты на пост президента, вице-президента, а также кандидаты в члены Палаты представителей и Сената США.

## Члены
Федеральная избирательная комиссия состоит из шести членов с правом голоса, назначаемых президентом и утверждаемых Сенатом.
Члены комиссии избираются по двое через каждые два года (обычно два представителя от различных политических партий) сроком на шесть лет каждый.
Таким образом, одну и ту же партию одновременно могут представлять не более трех членов комиссии, а для принятия решения комиссией требуется не менее четырёх голосов. Каждый год члены комиссии выбирают председателя и вице-председателя (обязательно от различных партий) из своего числа сроком на один год. По закону ни один член комиссии не имеет права быть председателем более одного раза в течение своего шестилетнего срока полномочий.
Федеральная избирательная комиссия имеет в своем составе также двух членов без права голоса, входящих в неё по должности: клерка Палаты представителей и секретаря Сената. В комиссии их представляют специальные заместители.

## Заседания
По закону комиссия должна созываться раз в месяц; практически она проводит заседания два раза в неделю.
Заседания открыты для всех желающих, за исключением тех заседаний или части заседаний, где обсуждаются вопросы, связанные с соблюдением законов, кадровые вопросы и другие вопросы конфиденциального порядка. Работу комиссии обеспечивает штат, состоящий примерно из 250 человек.

## Обязанности
Федеральная избирательная комиссия занимается всем кругом вопросов, связанных с избирательным законом, и следит за его исполнением, действуя, в основном, по трем главным направлениям:
1. государственное финансирование президентских выборов;
2. вклады и расходы, влияющие на исход федеральных выборов;
3. сбор и обобщение финансовой информации о проведении выборной кампании по отчетам различных политических комитетов.

## Исполнение закона
Федеральная избирательная комиссия обладает исключительной юрисдикцией в отношении соблюдения закона. Возможные нарушения закона попадают в поле зрения комиссии либо благодаря собственной работе в результате проведения ревизий или анализа отчетов комитетов, либо из внешних источников на основании жалоб, подаваемых представителями общественности, или заявлений от других правительственных органов. В законе изложена процедура деятельности Федеральной избирательной комиссии в вопросах наблюдения за соблюдением закона. Если в результате расследования комиссия приходит к выводу, что закон был нарушен, она должна постараться решить вопрос в неофициальном порядке посредством согласия сторон, прежде чем передать дело в суд. В ходе наблюдения за соблюдением закона Федеральная избирательная комиссия может возбудить судебное дело или обратиться в Министерство юстиции с уголовным иском. Все стадии этого процесса должны храниться в тайне до тех пор, пока дело не будет закрыто, после чего оно может быть оглашено.
Публикации, подготавливаемые Федеральной избирательной комиссией, способствуют соблюдению закона благодаря тому, что они объясняют правовые положения в легко доступной форме и понятным языком для различного круга читателей. Публикации включают ежемесячный информационный бюллетень, детальные руководства по проведению избирательной кампании и серию брошюр, посвященных отдельным аспектам права.